# Aitraaz
 (février 2019).
Si vous disposez d'ouvrages ou d'articles de référence ou si vous connaissez des sites web de qualité traitant du thème abordé ici, merci de compléter l'article en donnant les références utiles à sa vérifiabilité et en les liant à la section « Notes et références ».
Pour plus de détails, voir Fiche technique et Distribution.
Aitraaz (एतराज़) est un thriller romantique indien, réalisé par Abbas-Mastan, sorti en 2004.
Le film s'inspire librement de Harcèlement de Barry Levinson tourné dix ans plus tôt.

## Synopsis
Raj Malhotra forme un couple heureux avec Priya Saxena qui attend leur premier enfant. Jeune cadre dynamique dans une société de téléphonie, il apprend que la direction de la société revient à la nouvelle épouse du propriétaire, Sonia Roy. Ayant à peine la moitié de l'âge de son vieux mari, elle est non seulement très belle mais aussi ambitieuse. C'est également l'ancienne petite amie de Raj qu'elle l'a quitté afin de poursuivre plus aisément sa carrière.
Prétextant un problème technique, Sonia convoque Raj chez elle et lui fait des avances de plus en plus pressantes, mais en vain. Frustrée et humiliée, elle inverse la situation et se plaint à son mari d'être harcelée par son subordonné. Pressé de démissionner et traduit en justice, Raj révèle à sa femme son ancienne liaison et la tentative de séduction dont il a été victime. Bien que tous les éléments soient contre lui, Priya lui conserve toute sa confiance, le soutient et assure même sa défense lorsque son avocat est victime d'un « accident » commandité par Sonia.

## Fiche technique
Sauf indication contraire, les informations mentionnées dans cette section peuvent être confirmées par la base de données cinématographiques IMDb,  présente dans la section « Liens externes ».
- Titre : Aitraaz
- Titre original : एतराज़
- Réalisation : Abbas-Mastan
- Scénario : Shiraz Ahmed, Shyam Goel
- Dialogues : Aadesh K. Arjun
- Direction artistique : R. Verman Shetty
- Costumes : Manish Malhotra, Vikram Phadnis
- Son : Rakesh Rajan
- Photographie : Ravi Yadav
- Montage : Hussain A. Burmawala
- Musique : Himesh Reshammiya
- Production : Subhash Ghai
- Société de production :  Mukta Arts
- Société de distribution : Shemaroo Video Pvt. Ltd.
- Pays d'origine :  Inde
- Langue : Hindi
- Format : Couleurs - 2,35:1 - DTS / Dolby Digital / SDDS - 35 mm
- Genre : Drame, romance, thriller
- Durée : 160 minutes (2 h 40)
- Dates de sorties en salles : 
  -  Inde : 12 novembre 2004

## Distribution
- Akshay Kumar : Raj Malhotra
- Kareena Kapoor : Priya Saxena
- Priyanka Chopra : Sonia Roy
- Amrish Puri : Ranjit Roy
- Paresh Rawal : L'avocat Patel
- Annu Kapoor : maître Ram Chauthrani
- Vivek Shauq : Rakesh Sharma
- Preeti Puri : Jenny
- Upasna Singh : Kanchan

## Distinctions
| Date              | Distinction                 | Catégorie                                      | Nom                                     | Résultat   |
| ----------------- | --------------------------- | ---------------------------------------------- | --------------------------------------- | ---------- |
| 20 au 22 mai 2004 | IIFA Awards                 | Meilleur montage                               | Hussain A. Burmawala                    | Lauréat    |
| 20 au 22 mai 2004 | IIFA Awards                 | Meilleur son                                   | Rakesh Rajan                            | Lauréat    |
| 20 au 22 mai 2004 | IIFA Awards                 | Meilleur réenregistrement sonore               | Anup Dev                                | Lauréat    |
| 20 au 22 mai 2004 | IIFA Awards                 | Meilleure actrice                              | Kareena Kapoor                          | Nomination |
| 20 au 22 mai 2004 | IIFA Awards                 | Meilleur acteur dans un second rôle            | Paresh Rawal                            | Nomination |
| 20 au 22 mai 2004 | IIFA Awards                 | Meilleure direction musicale                   | Himesh Reshamiya                        | Nomination |
| 20 au 22 mai 2004 | IIFA Awards                 | Meilleur parolier                              | Sameer (pour Woh Tassavvu)              | Nomination |
| 20 au 22 mai 2004 | IIFA Awards                 | Meilleur chanteur de play-back                 | Udit Narayan (pour Aankhen Bandh Karke) | Nomination |
| 20 au 22 mai 2004 | IIFA Awards                 | Meilleure chanteuse de play-back               | Alka Yagnik (pour Aankhen Bandh Karke)  | Nomination |
| 20 au 22 mai 2004 | IIFA Awards                 | Meilleure histoire                             | Shiraz Ahmed, Shyam Goel                | Nomination |
| 26 février 2005   | Filmfare Awards             | Meilleure performance dans un rôle de méchante | Priyanka Chopra                         | Lauréat    |
| 26 février 2005   | Filmfare Awards             | Meilleure actrice dans un second rôle          | Priyanka Chopra                         | Nomination |
| 26 mars 2005      | Zee Cine Awards             | Meilleure direction musicale                   | Himesh Reshammiya                       | Nomination |
| 26 mars 2005      | Zee Cine Awards             | Meilleur parolier                              | Sameer (pour Woh Tassavvu)              | Nomination |
| 26 mars 2005      | Zee Cine Awards             | Meilleure performance dans un rôle de méchante | Priyanka Chopra                         | Nomination |
| 21 janvier 2006   | Producers Guild Film Awards | Meilleure actrice dans un second rôle          | Priyanka Chopra                         | Nomination |